# Pfarrhaus (Alfershausen)
Das Pfarrhaus in Alfershausen, des Marktes Thalmässing im mittelfränkischen Landkreis Roth, wurde im ersten Drittel des 19. Jahrhunderts errichtet. Das  Pfarrhaus mit der Adresse Alfershausen 1 ist ein geschütztes Baudenkmal und beherbergt den Pfarrer der evangelischen Pfarrei Alfershausen.
Das zweigeschossige Pfarrhaus ist ein traufseitiger Massivbau mit Halbwalmdach.
Der Pfarrstadel ist ein giebelseitiger Massivbau mit Satteldach sowie Fachwerkkniestock und -giebel.